# Christian Tornau
Christian Tornau (* 2. Oktober 1967 in Remscheid) ist ein deutscher Klassischer Philologe.

## Leben
Nach dem Abitur 1987 studierte Tornau von 1988 bis 1993 die Fächer Latein und Altgriechisch auf Lehramt an der Universität Göttingen. Nach dem Examen arbeitete er von 1994 bis 1999 als wissenschaftlicher Mitarbeiter an der Universität Jena und wurde 1997 in Göttingen bei Carl Joachim Classen mit einem Kommentar über das sechste Buch der Enneaden des Plotin promoviert. Von 1999 bis 2005 war er wissenschaftlicher Assistent bei Meinolf Vielberg in Jena. 2004 habilitierte er in Jena mit der Schrift Zwischen Rhetorik und Philosophie: Augustins Argumentationstechnik in De civitate Dei und ihr bildungsgeschichtlicher Hintergrund. Für diese Schrift erhielt er 2007 den Bruno-Snell-Preis der Mommsen-Gesellschaft. Am 16. Juni 2005 wurde er in Jena zum Juniorprofessor ernannt. Im Sommersemester 2006 vertrat er den Lehrstuhl für Latinistik an der Universität Marburg. Zum Sommersemester 2009 wechselte er auf eine W2-Professur für klassische Philologie an die Universität Würzburg.

## Veröffentlichungen (Auswahl)
- Plotin, Enneaden VI 4-5 [22-23]. Ein Kommentar (= Beiträge zur Altertumskunde. Band 113). Teubner, Stuttgart/Leipzig 1998.
- Plotin: Ausgewählte Schriften. Herausgegeben, übersetzt und kommentiert von Christian Tornau. Reclam, Stuttgart 2001.
- Zwischen Rhetorik und Philosophie. Augustins Argumentationstechnik in De civitate Dei und ihr bildungsgeschichtlicher Hintergrund (= Untersuchungen zur antiken Literatur und Geschichte. Band 82). Walter de Gruyter, Berlin/New York 2006.
- The Shepherd of Hermas in Latin. Critical Edition of the Oldest Latin Translation ‚Vulgata’. Hrsg. von Christian Tornau and Paolo Cecconi (= Texte und Untersuchungen. Band 173). Walter de Gruyter, Berlin 2014.